# PGC 86395
LEDA/PGC 86395 ist eine irreguläre Galaxie, die eine hohe Rate an Sternentstehungen aufweist, im Sternbild Krebs. Sie ist schätzungsweise 630 Millionen Lichtjahre von der Milchstraße entfernt und hat einen Durchmesser von etwa 25.000 Lichtjahren. Vom Sonnensystem aus entfernt sich das Objekt mit einer errechneten Radialgeschwindigkeit von näherungsweise 14.100 Kilometern pro Sekunde.